# Charlie Summers

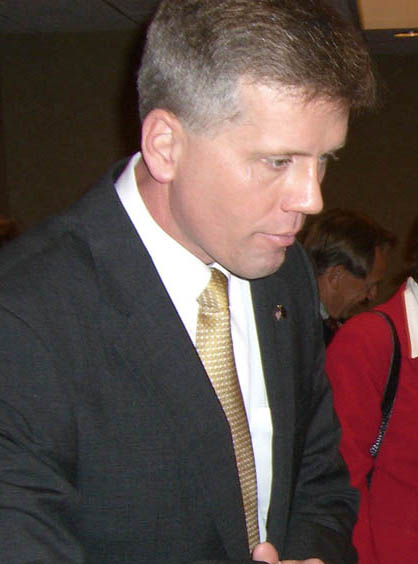
Charlie Summers

Charles E. „Charlie“ Summers, Jr. (* 26. Dezember 1959 in Danville, Illinois) ist ein US-amerikanischer Geschäftsmann und Politiker, der von 2011 bis 2012 Secretary of State von Maine war.

## Leben
Charlie Summers wurde in Danville, Illinois geboren. Seine Eltern waren Hotelier. Nachdem die Eltern ein Hotel in Kewanee übernommen hatten, zog die Familie dorthin und Summers lernte in dem elterlichen Hotel viele bedeutende Politiker wie Richard Nixon, George H. W. Bush, Barry Goldwater oder John Tower kennen. Durch Everett Dirksen wurde er angeregt, selbst in der Politik tätig zu werden. Er machte seinen Abschluss an der University of Illinois at Urbana-Champaign.
Nach seinem Abschluss lernte er seine spätere Ehefrau Debra Draper kennen und da sie eine Professur an der University of Maine bekam, zog er mit ihr nach Bangor, Maine. Er bekam eine Anstellung im Management der Bangor Motor Inn. Im Jahr 1990 eröffnete er einen Getränkehandel, das Charlie’s Beverage Warehouse in Biddeford. Im selben Jahr wurde er als Mitglied der Republikanischen Partei in den Senat von Maine gewählt.
Er war State Director der Senatorin Olympia Snowe von 1995 bis 2004. Hatte zudem verschiedene öffentliche Regierungsämter inne. So gehörte er der U.S. Small Business Administration für die Region Neu England (Region I) für Connecticut, Maine, Massachusetts, New Hampshire, Rhode Island und Vermont an. Dort war er für Finanzierung, Marketing und Öffentlichkeitsarbeit zuständig.
Summers ist zudem Commander der United States Navy Reserve derzeit dem Personal der Gruppe Public Affairs des Vorsitzenden General Martin Dempsey zugeordnet. Von Oktober 2009 bis Oktober 2010 war er im aktiven Dienst im Stab des ehemaligen Vorsitzenden Admiral Mike Mullen. Während dieser Zeit war er Mitglied des Combined Forces Special Operations Component Command–Afghanistan. Im März 2007 wurde er in den aktiven Dienst zurückgerufen zur Unterstützung der Operation Iraqi Freedom. Auch nach den Terroranschlägen des 11. September 2001 wurde er reaktiviert und gehörte zum Team von Gordon England. Als Offizier für Öffentlichkeitsarbeit dient Summers in der US Navy Reserve seit 1996.
Für Seinen Einsatz im Militär wurde er mehrfach ausgezeichnet. Er erhielt die Auszeichnungen Defense Meritorious Service Medal, United States Army Combat Action Badge, National Defense Service Medal, Global War on Terrorism Expeditionary Medal, Joint Service Commendation Medal, Navy and Marine Corps Achievement Medal, The Afghanistan Campaign Medal, The Iraq Campaign Medal sowie einige weitere.
Im März 2011 wurde er von Gouverneur Paul LePage als Vorsitzender des InforME Boards berufen. Er wurde im Jahr 2010 zum Secretary of State gewählt und trat sein Amt am 6. Januar 2011 an. Er hatte dieses Amt für eine Amtsperiode inne.
Summers war mit Debra Draper verheiratet, das Paar hatte zwei Kinder. Debra Summers wurde im Januar 1997 bei einem Autounfall auf dem Heimweg von der Universität getötet. Später lernte er beim Militär seine zweite Frau Ruth Rayburn kennen. Das Paar heiratete im Jahr 2002 und hat ein gemeinsames Kind.